# モンスター・ナイン
株式会社モンスター・ナインは、かつて存在した日本の制作プロダクションである。

## 概要
『TBSスポーツ』（現：TBSテレビスポーツ部）を経て『ドリマックス・テレビジョン』（現：TBSスパークル）でプロデューサーをしていた樋口潮を中心として、2005年に設立された。スポーツエンターテイメント番組を得意分野とし、テレビ番組の企画制作のほかに、アミューズメントパークを経営していた。
TBSの「最強の男は誰だ!壮絶筋肉バトル!!スポーツマンNo.1決定戦」「SASUKE」「KUNOICHI」「筋肉祭」や、テレビ東京の「ソロモン流」などの番組を制作した。このほか、2006年12月に東京・台場でスポーツテーマパーク「お台場マッスルパーク」を、2010年7月には北海道で「千歳マッスルパーク」を開設した。しかしお台場は2010年10月に、千歳は2011年8月にそれぞれ閉園している。
なお設立以前の「筋肉番付シリーズ」や「SASUKE」を含め、同社が制作する番組では負傷事故が繰り返されており、収録時の安全対策に疑念が絶えなかった（TBSテレビの項も参照）。また関連会社「株式会社デジタルナイン」が開催しているマッスルミュージカルでも、2007年に出演者から不当労働行為で訴えられたり、NHKの番組出演時に重傷を負った出演者が労働災害を申し立てるといった問題が噴出していた。
2011年11月11日、資金繰りが悪化していたことなどを理由に、関係会社の株式会社デジタルナインとともに、東京地方裁判所に自己破産を申し立て、破産手続きを開始した。負債は2社あわせて35億6600万円だが、粉飾決算の疑いが持たれていた。
2012年7月17日、東京地方裁判所により破産手続廃止の決定がなされ、消滅した。
「SASUKE」に関しては、モンスター・ナインの自己破産申し立て後しばらく放送がなかったが、2012年12月放送の第28回大会以降はTBSが直接制作（制作協力としてFOLCOM.及びドリマックス・テレビジョンが関与）する形で継続している。

## 本社所在地の変遷
- 東京都千代田区永田町2-13-10 プルデンシャルタワー10F
- 東京都渋谷区桜丘町20番１号 渋谷インフォスタワー18階（2009年12月時点）[7]
- 東京都港区北青山三丁目11番7号 Aoビル13階（2011年1月時点）[8]
- 東京都港区麻布台1-9-10

## 所属スタッフ

### プロデューサー
- 樋口潮（代表者）

### プロデューサー兼演出
- 小掛義之（現：株式会社DEX 代表取締役社長）

### 演出兼ディレクター
- 渡辺賢

### ディレクター
- 中島敦
- 小網啓之

## 主な制作番組
- 最強の男は誰だ!壮絶筋肉バトル!!スポーツマンNo.1決定戦（TBS）
- SASUKE（TBS）
- KUNOICHI（TBS）
- BODY（TBS）
- 海筋肉王 〜バイキング〜（フジテレビ）
- すくいず!「スポ★カジ」（テレビ朝日）
- クチコミ（TBS）
- 頑張る人応援バラエティ 体育の時間（テレビ朝日）
- サスケマニア（TBS）
- マッスルチャンネル（BS-i）
- ソロモン流（テレビ東京）